# عميد بحري

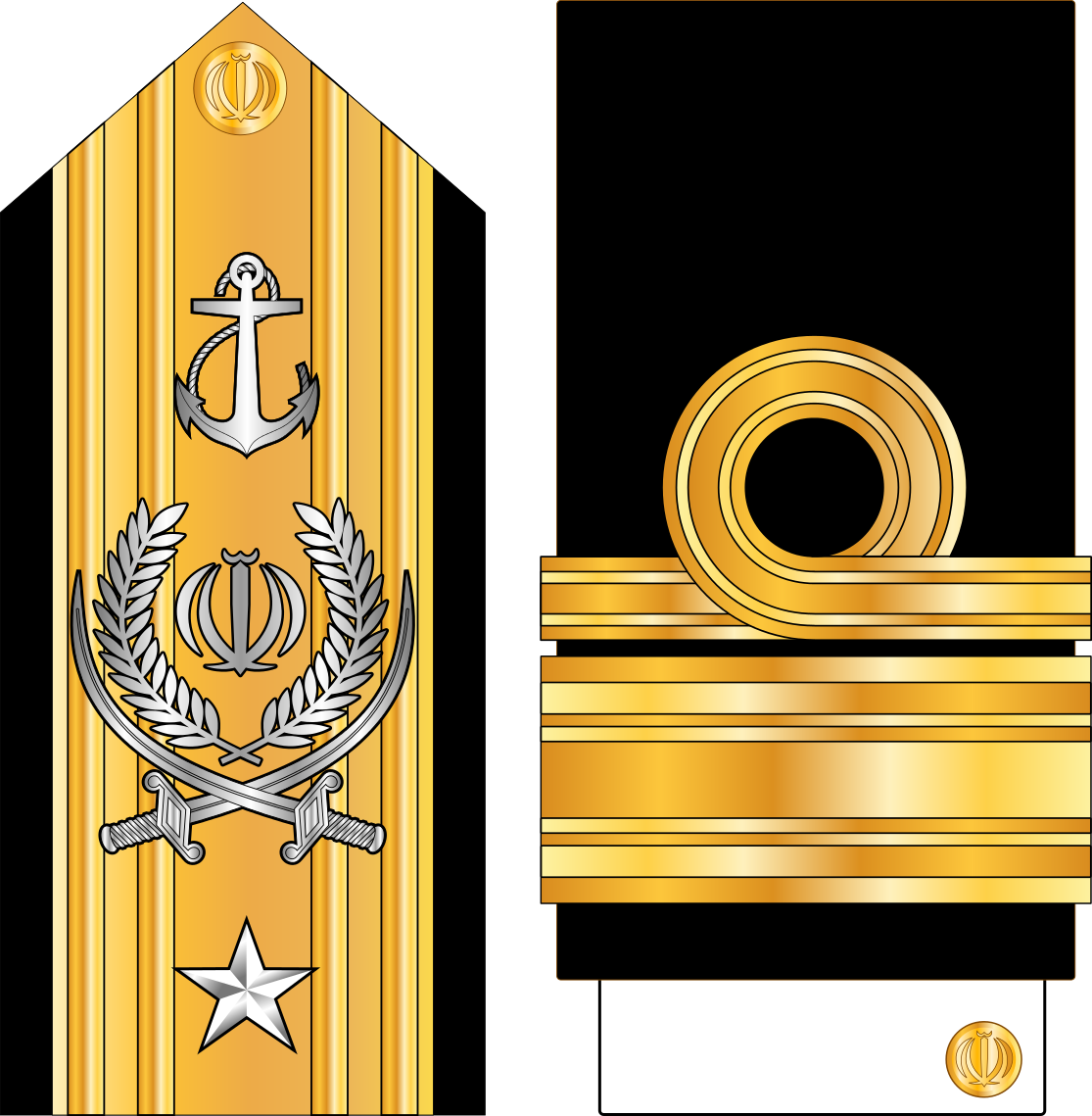

العميد البحري (بالإنكليزية:Commodore) رتبة ضابط بحري تسبق رتبة عقيد بحري ومقدم بحري، ودون رتبة لواء بحري. تعدّ عموماً أدنى رتب «الأميرال»، التي أيضا يشار إليها أحيانا باسم «ضباط العلم» أو «رتب العلم». في كثير من القوات البحرية يشار إليها باسم رتبة بنجمتين.